# Dashrath Manjhi
Dashrath Manjhi (c. 1934 – 17 augustus 2007), ook gekend als "Mountain Man", was een arme arbeider uit Gehlaur, een dorp nabij de stad Gaya in Bihar (India), die een pad van bijna 110 meter lang, 9 meter breed en 7,5 meter diep door een heuvel hakte, waarbij hij slechts een hamer en beitel gebruikte.  Na 22 jaar werken verkorte Dashrath de weg naar Atri en Wazirganj (onderdeel van het district Gaya) van 55 naar 15 km.